# Włodzimierz Matosz
Włodzimierz Matosz (ur. 26 października w Lipie 1953) – polski lekkoatleta, specjalizujący się w biegach średniodystansowych.

## Osiągnięcia
- Mistrzostwa Polski seniorów w lekkoatletyce
  - Bydgoszcz 1977 – srebrny medal w biegu na 1500 m
  - Łódź 1980 – złoty medal w biegu na 1500 m

- Halowe mistrzostwa Polski seniorów w lekkoatletyce
  - Warszawa 1976 – srebrny medal w biegu na 800 m
  - Zabrze 1978 – złoty medal w biegu na 1500 m
  - Zabrze 1981 – złoty medal w biegu na 1500 m

## Rekordy życiowe
- bieg na 800 metrów
  - stadion – 1:47,30 (Warszawa 1975)
- bieg na 1000 metrów
  - stadion – 2:20,20 (Bydgoszcz 1975)
- bieg na 1500 metrów
  - stadion – 3:39,17 (Warszawa 1980)